# Puerto de Bonanza

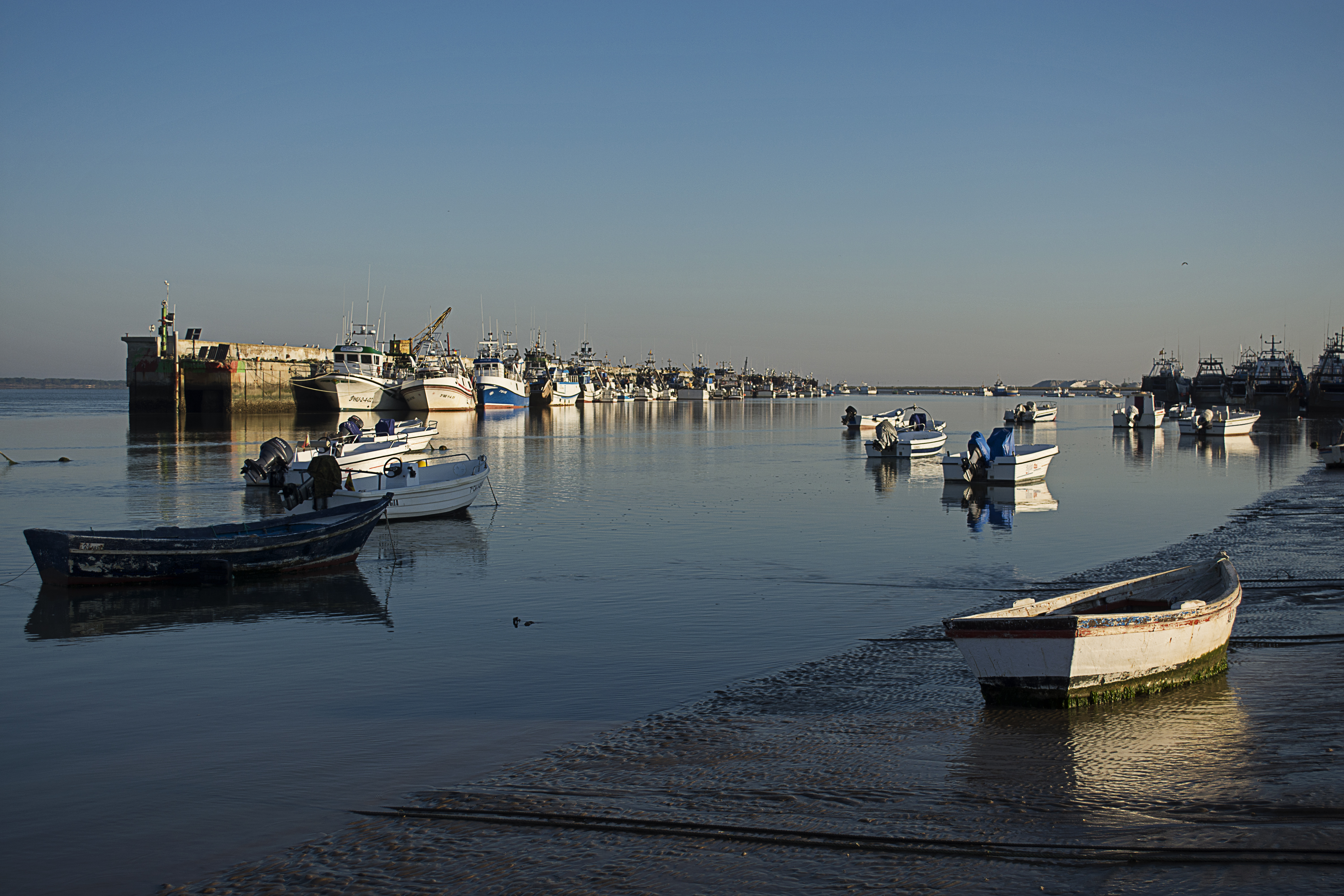
Puerto pesquero de Bonanza.

El puerto de Bonanza es una instalación portuaria situada en el municipio español de Sanlúcar de Barrameda, en la provincia de Cádiz, Andalucía. El recinto portuario se encuentra ubicado en la margen izquierda del estuario del río Guadalquivir, al norte del casco urbano de Sanlúcar.  
En el pasado recibía el nombre de puerto de Barrameda, y más raramente puerto de Zanfanejos, pero a partir de mediados del siglo XVI fue imponiéndose el nombre de «puerto de Bonanza», por una ermita cercana llamada "Nuestra Señora de la Bonanza" construida en 1503. Existe un núcleo de población colindante, perteneciente a Sanlúcar, que por extensión recibe el nombre de Bonanza. También, por extensión, se le denomina habitualmente Puerto de Sanlúcar. 

## Historia

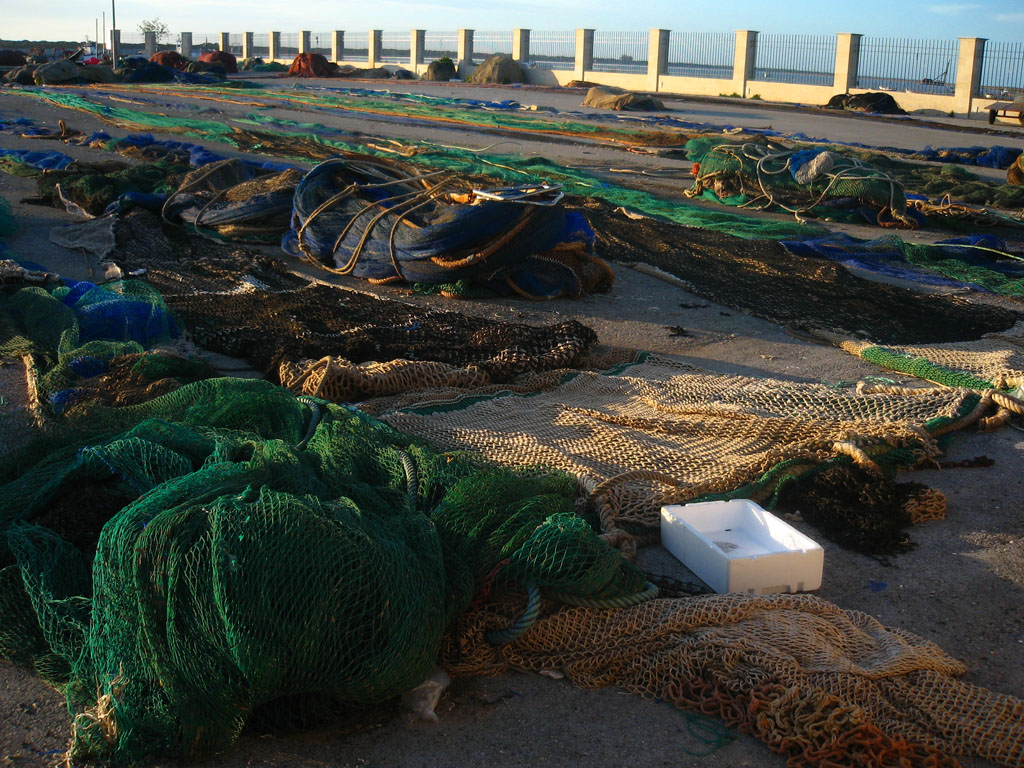
Redes tendidas al sol en el puerto pesquero de Bonanza.

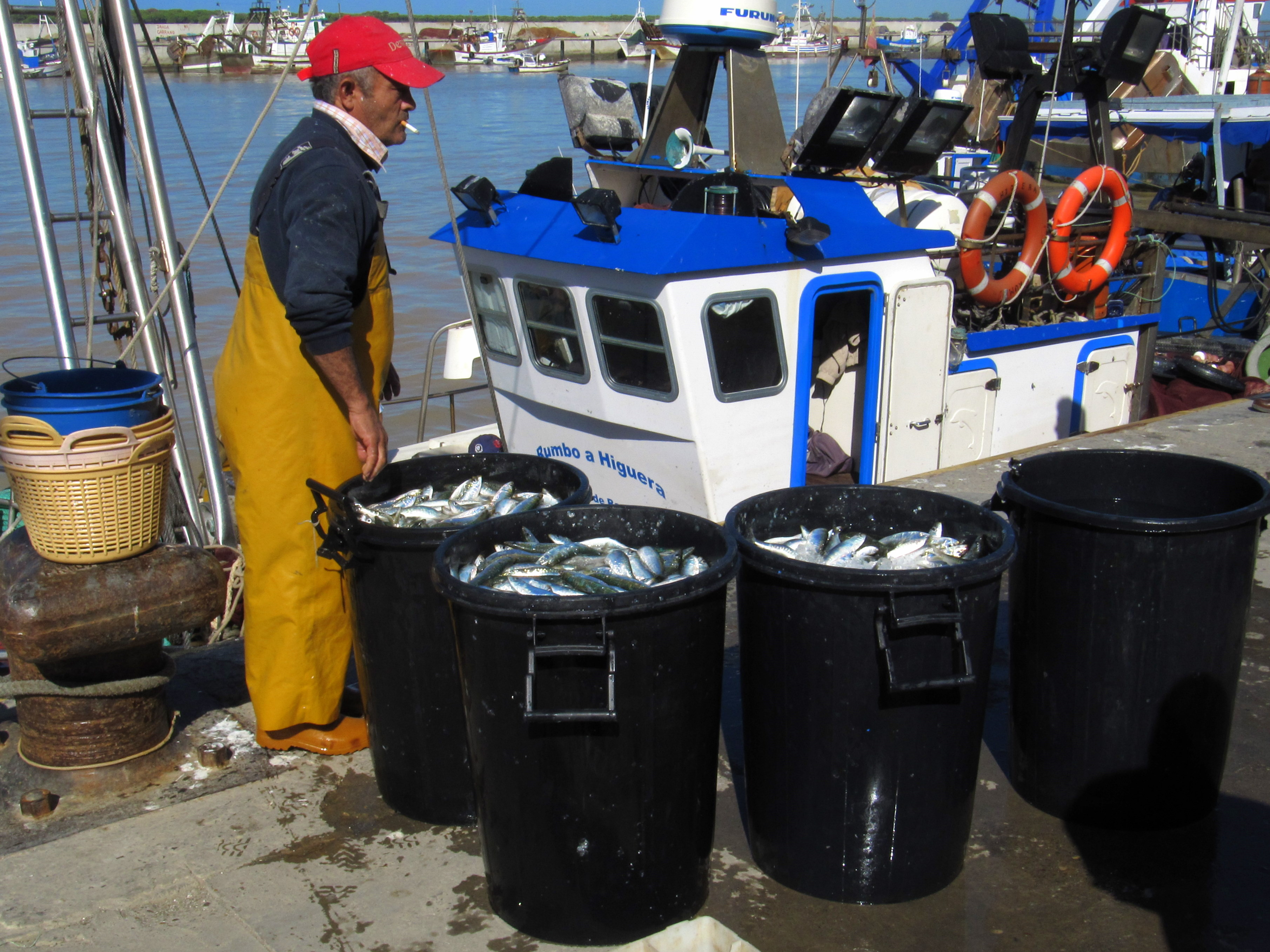
Puerto pesquero de Bonanza

Durante la Baja Edad Media fue un importante punto en las rutas comerciales de la Baja Andalucía con Bretaña, Génova y el norte de Europa. En aquel momento, desde él se exportaba fundamentalmente los vinos de Jerez y del Condado de Niebla. Las principales importaciones que a él llegaban eran las manufacturas textiles del norte de Europa. Este intercambio era especialmente intenso durante la celebración de las Vendejas. 
En la Edad Moderna, tras el descubrimiento de América su importancia creció por tratarse de una especie de antepuerto del puerto de Sevilla, que tenía el monopolio del comercio con las Indias. En esta época fue punto de llegada y salida de numerosos viajes y expediciones, con fines militares, comerciales, religiosos y científicos. Ejemplo de ello es el III Viaje de Cristóbal Colón y la I Circunnavegación marítima de la Tierra, completada por Juan Sebastián Elcano. 
El crecimiento de la vitivinicultura en la Campiña de Jerez en el siglo XIX, hizo que su importancia renaciera. Este resurgir estuvo motivado sobre todo por la construcción de la línea ferroviaria que unía la metrópoli bodeguera de Jerez con Bonanza. A raíz de ello se convirtió, junto con Puerto Real, en el puerto de Jerez, desde donde se exportaban sus vinos por vía marítima. Hoy en día, ha perdido toda importancia comercial, siendo un importante puerto pesquero, cuya flota tiene el privilegio legal, junto a las de Chipiona y Rota, de poder pescar en las aguas de la Reserva de pesca de la desembocadura del Guadalquivir.